# 中村屋
株式会社中村屋（なかむらや、英: NAKAMURAYA CO.,LTD.）は、東京都新宿区に本社を置く食品メーカーである。

## 概要
一般には「新宿中村屋」の名称で知られる。和菓子、洋菓子、菓子パン、中華まん、レトルト・缶詰のカレーなどを製造販売しているほか、いわゆるデパ地下やショッピングセンターなどで菓子店と（直営店15店）、レストラン（直営店10店）を営業している。また、関東で販売される中華まんのシェアトップを占めており、コンビニエンスストア向け業務用食品にも商品を持つ。2019年（平成31年）3月期の売上比率は、菓子事業76%、食品事業22.5%、賃貸事業1.5%である。

## 特色
現在日本で食べられている中華まんは、1925年（大正14年）から1927年（昭和2年）発売日まで改良を加えられて、日本人の口に合うように工夫されたものである。また、クリームパンを日本で初めて販売しており、カレーパンとともに有名である。

## 沿革
- 1901年（明治34年）12月 - 現文京区本郷の東京大学正門前にあったパン販売店中村屋を相馬愛蔵・良夫妻が買い取り[10]、個人経営で創業。夫婦ともに学校出であったことから「書生パン屋」と呼ばれて繁昌した[11]。
- 1909年（明治42年）9月 - 新宿（現在の本店）に移転し[10]各種菓子や缶詰などの製造販売も始める。
- 1923年（大正12年）4月 - 株式会社に改組[12]。
- 1927年（昭和2年）6月 - 喫茶部を開設、インド人のラース・ビハーリー・ボースから提案を受けたカリーライスとボルシチを売り出す[13]。
- 1948年（昭和23年）
  - 8月 - 多摩川食品株式会社を吸収合併。
  - 12月 - 専属の和菓子工場、黒光製菓株式会社を設立。
- 1951年（昭和26年）9月 - 渋谷区笹塚に笹塚工場（のち東京工場に改称、現・東京事業所）を新設[13]。
- 1957年（昭和32年）3月14日 - 東京証券取引所上場[1][13]。
- 1959年（昭和34年）10月 - エース食品株式会社に資本参加し、商号を株式会社中村屋食品へ変更する。
- 1968年（昭和43年）11月 - 神奈川県海老名市に神奈川工場を新設[13]。
- 1973年（昭和48年）9月 - 黒光製菓株式会社を子会社化[13]。
- 1977年（昭和52年）10月 - 株式会社ハピーモアを子会社化[13]。
- 1989年（平成元年）9月 - 埼玉県南埼玉郡菖蒲町に埼玉工場を新設[14]。
- 1991年（平成3年）12月 - 株式会社エヌエーシーを子会社化[14]。
- 1993年（平成5年）2月 - エヌエーシーが笹塚NAビル竣工。
- 1997年（平成9年）4月 - 中村屋食品とハピーモアが合併。
- 1998年（平成10年）
  - 5月 - エヌエーシーが株式会社エヌエーシーシステムに商号変更。
  - 10月 - 茨城県牛久市につくば工場を新設[14]。
- 2001年（平成13年）9月 - 東京工場での生産を終了[14]。東京事業所とする。
- 2005年（平成17年）10月 - エヌエーシーシステムが株式会社エヌエーシービルに商号変更して新設の株式会社エヌエーシーシステムに事業譲渡。エヌエーシービルは中村屋に合併。
- 2011年（平成23年）10月 - 本店が建替え工事のために休業[14]。翌月、隣接する新宿高野本店内に仮店舗を開設。
- 2014年（平成26年）
  - 4月 - ハピーモアを解散し全事業譲受[14]。
  - 10月 - 本店がリニューアルオープン[14][15]。
- 2016年（平成28年）10月28日 - 生産能力増強のため、埼玉県入間市の大妻女子大学狭山台キャンパス跡地を取得することを公表した[16]。
- 2017年（平成29年）
  - 1月 - 笹塚NAビルを売却[17][注 1]。
  - 4月 - 黒光製菓を解散し全事業譲受[14]。
- 2018年（平成30年）7月 - 埼玉県入間市に武蔵工場を新設[14][19]。
- 2019年（平成31年）
  - 1月 - 武蔵工場内に日本初となる中華まん工場の常設見学施設「中華まんミュージアム」を開設[14][20]。
  - 2月 - 株式会社エヌエーシーシステムを日新製糖へ譲渡[21]。
- 2020年（令和2年）
  - 3月 - 神奈川工場土地の41.3％を売却。借地として引き続き操業継続する[22]。
  - 7月 - 神奈川県厚木市の黒光製菓工場跡地を売却[23]。
- 2022年（令和4年）4月 - 東京証券取引所の市場区分の見直しにより市場第一部からプライム市場へ移行。
- 2023年（令和5年）10月 - 東京証券取引所における市場区分をプライム市場からスタンダード市場へ変更。

## 相馬愛蔵（創業者）

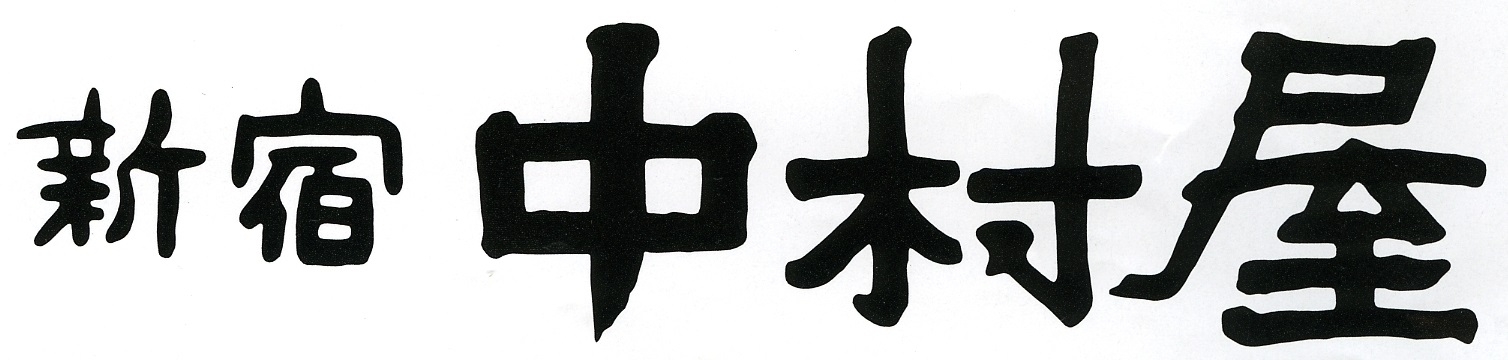
屋号は明治の末頃に中村不折が揮毫したものを用いている。

1901年（明治34年）の創業以来、妻の相馬黒光とともに独創的なパン・食品を作り続けた。1904年（明治37年）にはシュークリームをヒントに現在もポピュラーな菓子パンであるクリームパンを考案した。1927年（昭和2年）には現在の中華まんのもととなる「天下一品支那饅頭」を発売。
1918年（大正7年）に娘がインドの独立運動家のラス・ビハリ・ボースと結婚をしたことをきっかけに、ボースから米（白目米）や鳥（軍鶏）にまでこだわった本格的なカリーの調理を学び、1927年（昭和2年）6月12日に当時の日本では珍しい純インド式カリーを販売している。このカリーメニューだけは原料の変更時などに社長の決裁が必要とされ、特別な存在となっている。本店のカリーのキャッチフレーズ「恋と革命の味」はここから生まれ、引き継がれている。また中村屋では発売開始日の6月12日を「恋と革命のインドカリーの日」と定めている。
フランスパンを日本で最初に発売した京都の進々堂創業者の続木斎や、山﨑製パン創業者の飯島籐十郎も相馬のもとで勤務していた。
新宿本店には愛蔵・良の人柄に惹かれた文化人が盛んに来店していた。その中にロシアの童話作家ワシリー・エロシェンコもおり、彼がレシピを伝えたボルシチも、前述のカリーと並び本店レストランの開店以来の人気メニューである。ただし、このボルシチはテーブルビートの代わりにトマトを使用したものである。また、エロシェンコが着用していたロシアの民族服ルパシカが店員の制服として採用されている。

## 不祥事・労働問題
2021年（令和3年）12月17日、中村屋と同社の埼玉工場管理課の係長が入管難民法違反（不法就労助長）の容疑で警視庁により書類送検された。警視庁組織犯罪対策1課によると、容疑事実は、さいたま市の人材派遣会社から派遣されたネパール人6人を資格外の活動に該当すると認識しつつも2018年（平成30年）11月から約2年半にわたり埼玉工場の作業員として就労させたものである。ベトナム人なども含めて少なくとも40人を不法就労させた疑いも出ている。この事態について、鈴木達也社長は警視庁の任意の調べにおいて、「考えが甘かった」として業務体制や組織対応の見直しを行う姿勢を示した。

## レストラン・販売店
- 新宿中村屋ビル
  - マンナ - レストラン＆カフェ
  - ボンナ - スイーツ＆デリカ
  - グランナ - カジュアルダイニング

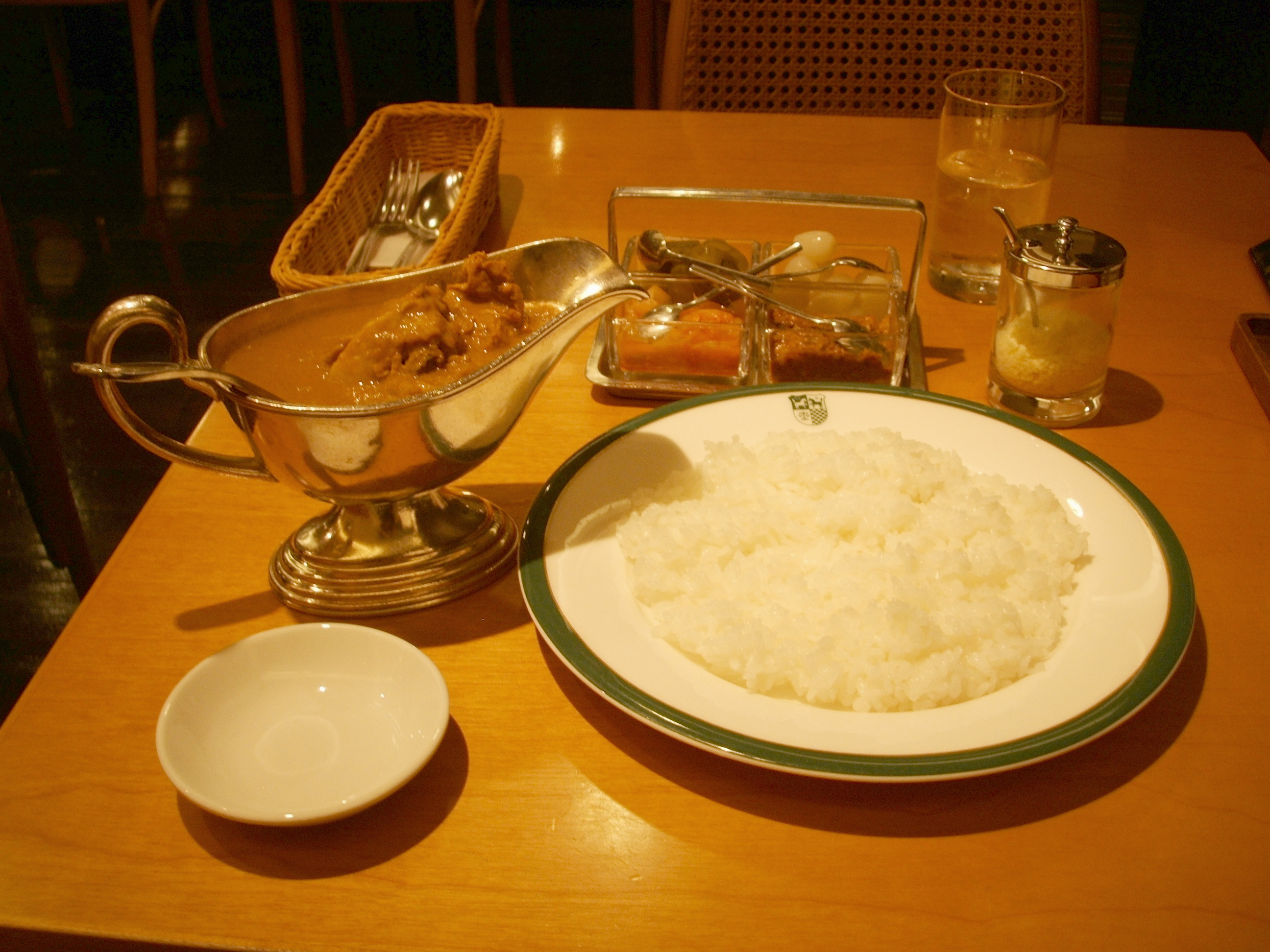
2005年、新宿中村屋本店のインドカリー

- オリーブハウス - 南欧風レストラン・8店
- 洋食レストラン　新宿中村屋
- 恋とスパイス　新宿中村屋
- 販売店 - 東京・7店、神奈川・4店、埼玉・1店、千葉・1店

（2020年〈令和2年〉10月28日現在）

## 美術館
- 新宿中村屋ビル
  - 『中村屋サロン美術館』（ビル3F） - 相馬黒光がかつて主催していた文芸サロン『中村屋サロン』にちなみ命名された美術館。

## 主な事業所
- 本店
  - 新宿駅東口にある。本店には商品の販売のほか、インドカリーやフレンチ、中華料理などを供するレストランが入っている。建て替えのため、2011年（平成23年）11月10日から2014年（平成26年）までは隣接する新宿高野の本店ビル内に設けた仮店舗で営業した。

- 神奈川工場（神奈川県海老名市）
- 埼玉工場（埼玉県久喜市）
- つくば工場（茨城県牛久市）
- 武蔵工場（埼玉県入間市）
  - 中華まんミュージアム併設

### 閉鎖

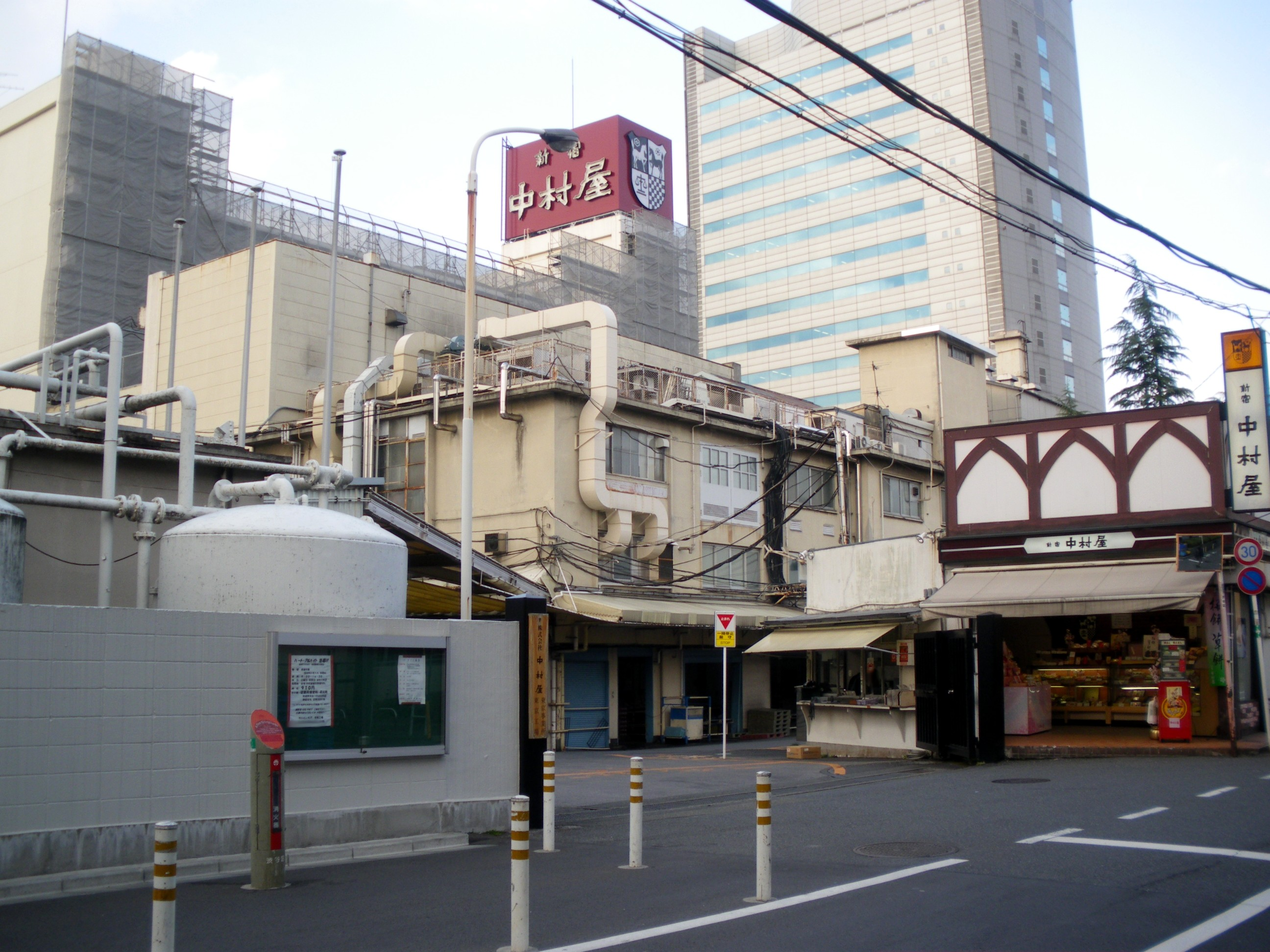
渋谷区笹塚にあった中村屋中央事業所（かつての東京工場）。

- 東京事業所（東京都渋谷区笹塚） - 1951年に笹塚工場が落成され、2001年に工場としては終了し東京事業所となった[34]。2022年1月に解体工事が始まり稼働開始から70年の歴史に幕を閉じた。京王線と京王新線の分かれる笹塚陸橋から見る事が出来た。